# Nicolai Dajon
Nicolai Dajon (21. januar 1748 i København – 12. december 1823 sammesteds) var en dansk billedhugger.

## Baggrund og uddannelse
Han hørte til en vistnok snarere fransk end, som der meldes holstensk familie, der allerede i begyndelsen af det 17. århundrede var bosat i København, og hvis medlemmer gennem flere slægtled var kongelige boldmestre, materialforvaltere eller bygningskommissærer.
Nicolai Dajon var en søn af materialforvalter Frantz Dajon (død 1794) og Agnete født Plum (død 1787). Han gennemgik Kunstakademiet fra 1759 til 1766, da han fik den store guldmedalje; samtidig dermed uddannedes han i billedhuggerkunsten hos Wiedewelt, der hørte til familien Dajons nærmeste omgangskreds, og deltog således bl.a. i arbejdet på Frederik V's monument i Roskilde Domkirke.

## Medlem og professor ved Kunstakademiet
1775 fik Dajon rejsestipendium. Han var i Italien til 1781 og blev efter sin hjemkomst medlem af Akademiet (1783). Det var en kummerlig tid for kunstnerne, særlig for billedhuggerne, og Dajon, der tilmed kun var en kunstner af tredje rang, hensad i mange år i den beskedne stilling som lærer i Ornamentskolen, indtil han endelig 1803, efter Wiedewelts død, blev professor ved Akademiet.
Han var Akademiets direktør 1818-21 (blev valgt allerede 1815, men valget blev underkendt af kongen). Dajons direktorat var en højst bedrøvelig tid både for Akademiet og for kunsten, men om end Dajons mangel på energi og initiativ bærer sin del af skylden herfor, hviler dog størstedelen af ansvaret på forholdene i Danmark i det hele og på de styrendes uforsvarlige kølighed både over for kunsten og dens udøvere, og forholdene blev ikke bedre, for Modelskolens vedkommende endog meget værre, efter Dajons bortgang.

## Kendte værker
Hans mest bekendte arbejder er statuerne Tapperhed og Borgerdyd på Bondefrihedsmonumentet, Tordenskiolds gravmæle i Holmens Kirkes kapel og A.P. Bernstorffs buste på Rosenborg.
Af andre arbejder af Dajon kan nævnes brystbillede af kirurgen Frederik Christian Winsløw, en Jupiter fra 1774, en Paris fra 1778 og hans receptionsstykke Østersøen. Han udførte også adskillige gravmonumenter, mest særdeles tarvelige, som Andreas Weidenhaupts på Assistens Kirkegård, Søren Gyldendals og Ole Johan Samsøes sammesteds og Boye Magens' på Holmens.
Dajon var en venlig, beskeden mand, velvillig mod alle og afholdt af alle. Han havde aldrig været gift, men efterlod sig en naturlig søn, der ikke bar hans navn.
Han er begravet på Assistens Kirkegård.